# Iniforis calculifera
Iniforis calculifera is een slakkensoort uit de familie van de Triphoridae. De wetenschappelijke naam van de soort is voor het eerst geldig gepubliceerd in 1861 door Gould.